# Transformers (Film)
Transformers ist ein US-amerikanischer Action- und Science-Fiction-Spielfilm aus dem Jahr 2007, der auf den gleichnamigen Spielzeugreihen des Herstellers Hasbro basiert. Der Film entstand unter Regie von Michael Bay, die menschlichen Hauptrollen werden von Shia LaBeouf und Megan Fox verkörpert. In den Vereinigten Staaten startete der Film im Verleih von Paramount Pictures und DreamWorks SKG am 4. Juli 2007, in Deutschland und Österreich dagegen erst am 1. August 2007.
Unterstützt wurde die Produktion unter anderem von dem Spielzeughersteller Hasbro, den Streitkräften der Vereinigten Staaten sowie zahlreichen Unternehmen, die im Gegenzug ihre Produkte mittels Produktplatzierung im Film unterbringen konnten, darunter der Fahrzeugfabrikant General Motors.
Begleitet wurde der Filmstart von einer gigantischen Marketing-Kampagne, die neben den Hasbro-Spielzeugfiguren auch Comics, Bücher, Videospiele und ein Alternate Reality Game umfasste.
Weltweit spielte der Film an den Kinokassen über 700 Millionen US-Dollar ein; zudem war Transformers in den Vereinigten Staaten die erfolgreichste DVD-Veröffentlichung des Jahres 2007. Der Film gewann mehrere Scream Awards und wurde in mehreren Nebenkategorien für einen Oscar nominiert. Fortgesetzt wurde der Film mit Transformers – Die Rache (2009), Transformers 3 (2011) und Transformers: Ära des Untergangs (2014). 2017 folgte mit Transformers: The Last Knight die vierte Fortsetzung. 2018 erschien ein Prequel namens Bumblebee, das die Vorgeschichte von Bumblebee erzählt.

## Handlung
Auf dem Planeten Cybertron lebte eine Rasse intelligenter Maschinenwesen, eigenständig agierender, mechanischer Wesen, die über die Fähigkeit verfügen, ihre Körper in andere Formen zu verwandeln. Einst regierten Optimus Prime und Megatron gemeinsam den Planeten, doch insgeheim scharte der machthungrige Megatron eine Armee ihm treu ergebener Gefolgsleute, die Decepticons, um sich – mit dem Ziel, die Macht über das gesamte Universum zu erlangen. Optimus Prime und seine Gefolgsleute, die Autobots, stellten sich den Decepticons jedoch entgegen, was schließlich zu einem Bürgerkrieg führte. Megatron hatte es auf den Allspark abgesehen, ein würfelförmiges Artefakt, das den Maschinen auf Cybertron einst das Leben eingehaucht hatte. Die Autobots sahen schließlich nur noch einen Ausweg und schossen den Allspark ins All.
Tausende Jahre später stößt eine Arktis-Expedition unter der Führung von Captain Witwicky auf den eingefrorenen Körper von Megatron, der auf der Suche nach dem Allspark auf der Erde bruchgelandet war. Versehentlich aktiviert Witwicky Megatrons Navigationssystem, was dazu führt, dass die Koordinaten des Allsparks in Witwickys Brille eingraviert werden. Über hundert Jahre später suchen die Decepticons unter der Führung von Starscream auf der Erde nach ihrem Anführer Megatron und dem Allspark. Mit letzterem wollen sie aus den irdischen Maschinen eine neue Armee erschaffen. Die Autobots suchen den Allspark ebenfalls, allerdings um auf ihrer Heimatwelt ihre Zivilisation neu aufzubauen. Im Gegensatz zu den Decepticons versuchen sie, dabei möglichst keine Menschen zu verletzen oder gar zu töten.
Die Filmhandlung beginnt mit einem Angriff des Decepticons Blackout, der in Form eines seit kurzer Zeit verschollenen Helikopters auftritt, auf eine US-Basis in Katar, mit dem Ziel, an militärische Geheiminformationen zu gelangen. Bei diesem Angriff kommen fast alle Soldaten ums Leben. Lediglich einer kleinen Gruppe, darunter Captain Lennox und Technical Sergeant Epps, gelingt die Flucht. Dabei werden sie jedoch von Blackouts Partner Scorponok verfolgt. Lennox und Epps gelingt es schließlich, von einem Dorf aus Luftunterstützung anzufordern. Zwei A-10 Thunderbolt und eine AC-130H Spectre Gunship schlagen Scorponok in die Flucht. Blackouts Versuche, in die US-Militärnetzwerke einzudringen, wird bemerkt. Daher ruft der US-Verteidigungsminister Keller begabte EDV-Fachleute, darunter die Computerspezialistin Madsen und den mit ihr befreundeten Hacker Whitman, zusammen und beauftragt sie, herauszufinden, wer diesen Angriff durchgeführt hat.
Der siebzehnjährige Sam Witwicky, Captain Witwickys Urenkel, bekommt inzwischen als Belohnung für gute Schulnoten von seinem Vater Ron sein erstes Auto spendiert. Allerdings ist Ron nur bereit, 4000 US-Dollar auszugeben. Dem Autobot Bumblebee, als Vorhut zur Erde geschickt, gelingt es in der Tarnung eines gebrauchten Camaro, das Verkaufsgespräch so in seinem Sinne zu manipulieren, dass Sam sich für ihn entscheidet. Während Sam seinen neuen Wagen nutzen will, um seine Mitschülerin Mikaela zu beeindrucken, verschafft sich Bumblebee Gewissheit, dass Sam im Besitz der Brille ist, und informiert anschließend seine Autobot-Kameraden, dass sich der Allspark tatsächlich auf der Erde befindet. Dabei wird er jedoch von Sam beobachtet.
Inzwischen ist der Decepticon Frenzy in die Air Force One eingedrungen, um dort ein Computervirus zu installieren, das sämtliche Funkverbindungen weltweit lahmlegen soll. Zugleich sucht er nach Hinweisen auf den Allspark, wodurch er ebenfalls auf Captain Witwicky und dessen Nachfahren Sam aufmerksam wird. Daraufhin wird Sam von Barricade, einem anderen Decepticon, angegriffen, doch Bumblebee kommt ihm und Mikaela zu Hilfe. Nachdem er Barricade überwältigt hat, bringt er Sam und Mikaela zum vereinbarten Treffpunkt mit den übrigen Autobots, die in der Zwischenzeit auf der Erde gelandet sind. Nachdem Optimus Prime Sam die Situation erklärt hat, willigt dieser ein, den Autobots die Brille auszuhändigen.

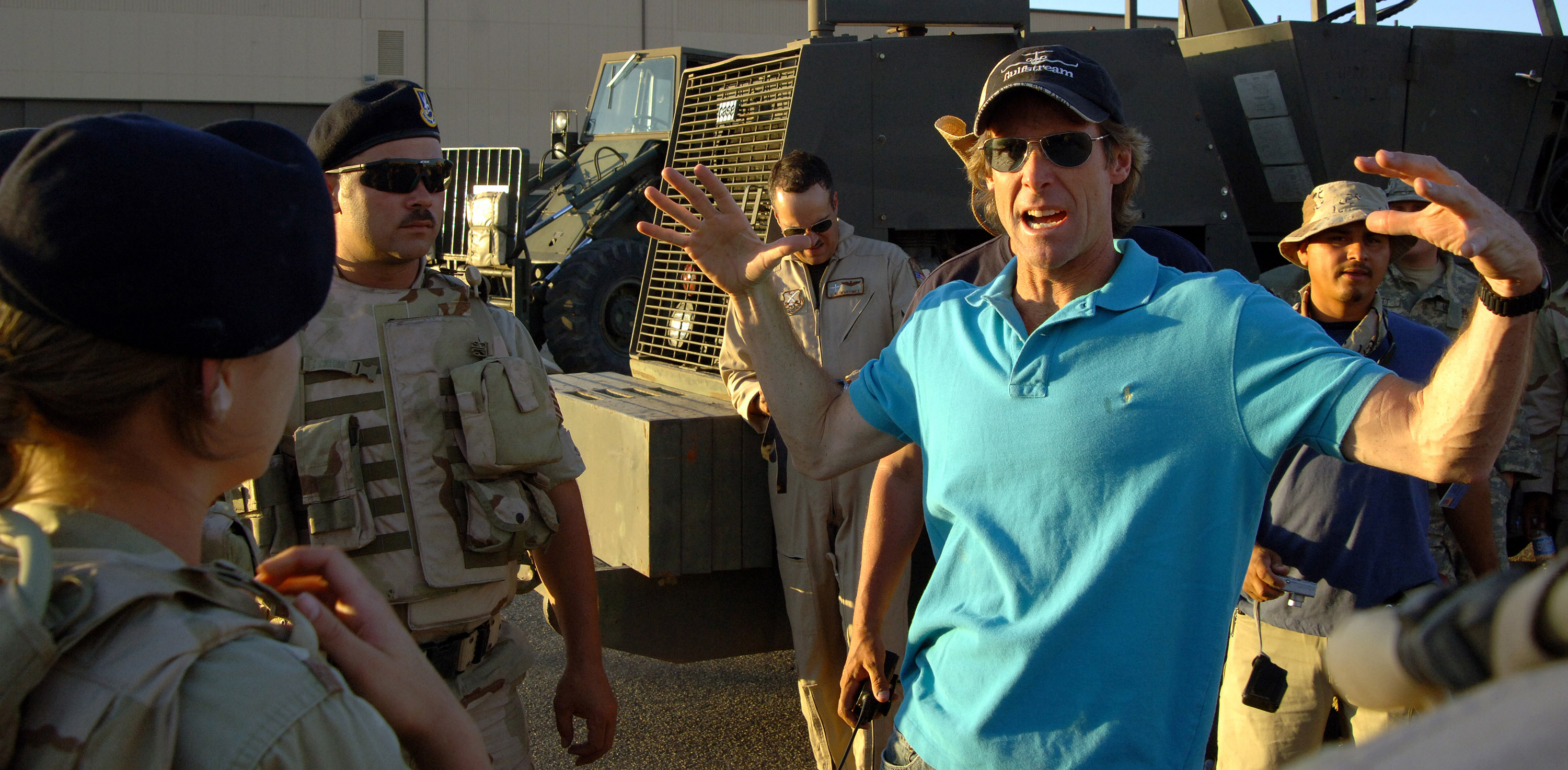
Michael Bay bei der Instruktion einiger Soldaten auf der Holloman Air Force Base

Erschwert wird die Sache jedoch dadurch, dass mit der US-Geheimorganisation „Sector Seven“, die vor Jahrzehnten den von Captain Witwicky entdeckten Megatron in ihren Besitz gebracht und mittels Reverse Engineering dazu genutzt hat, den technischen Fortschritt der Menschheit voranzutreiben, eine dritte Partei auf den Plan tritt. Unfähig, zwischen Freund und Feind zu unterscheiden, nehmen sie Bumblebee gefangen und bringen diesen in ihr geheimes Hauptquartier im Inneren des Hoover Dam, wo sich auch Megatron und der Allspark befinden. Dorthin bringen sie schließlich auch Sam, Mikaela, Lennox, Epps sowie Madsen, Whitman und Keller.
Während Frenzy ebenfalls ins Hauptquartier von Sector Seven eindringt, Megatron befreit und die übrigen Decepticons herbeiruft, gelingt es Sam, die Soldaten davon zu überzeugen, dass Bumblebee keine Bedrohung darstellt. Als die Decepticons den Staudamm angreifen, fliehen Sam, Mikaela, Bumblebee, Lennox und Epps mit dem Allspark und treffen unterwegs auf die übrigen Autobots, während sich Madsen, Whitman, Keller und Sector Seven-Agent Reginald Simmons in einem Funkraum im Inneren des Damms verschanzen und die US-Streitkräfte alarmieren.
In der (fiktiven) Stadt Mission City kommt es schließlich zur entscheidenden Auseinandersetzung zwischen den Autobots, den Decepticons und der US-Armee. Nachdem Megatron den Autobot Jazz getötet hat, liefert er sich einen erbitterten Kampf mit seinem Erzfeind Optimus Prime. Am Ende gelingt es Sam, den Allspark zu zerstören, indem er diesen Megatron in die Brust drückt und letzteren auf diese Weise ebenfalls tötet. Zurück bleibt nur ein Splitter des Allsparks, den Optimus Prime an sich nimmt. Ohne den Allspark und die Möglichkeit, ihre Welt wiederzubeleben, entschließen sich die Autobots, fortan auf der Erde zu leben. Bumblebee bittet darum, bei Sam bleiben zu dürfen. Die leblosen Körper der Decepticons werden von der US-Regierung im Laurentischen Graben versenkt.
Im Abspann ist zu sehen, wie Starscream die Erdatmosphäre verlässt und ins Weltall flieht.

## Hauptfiguren

### Menschen

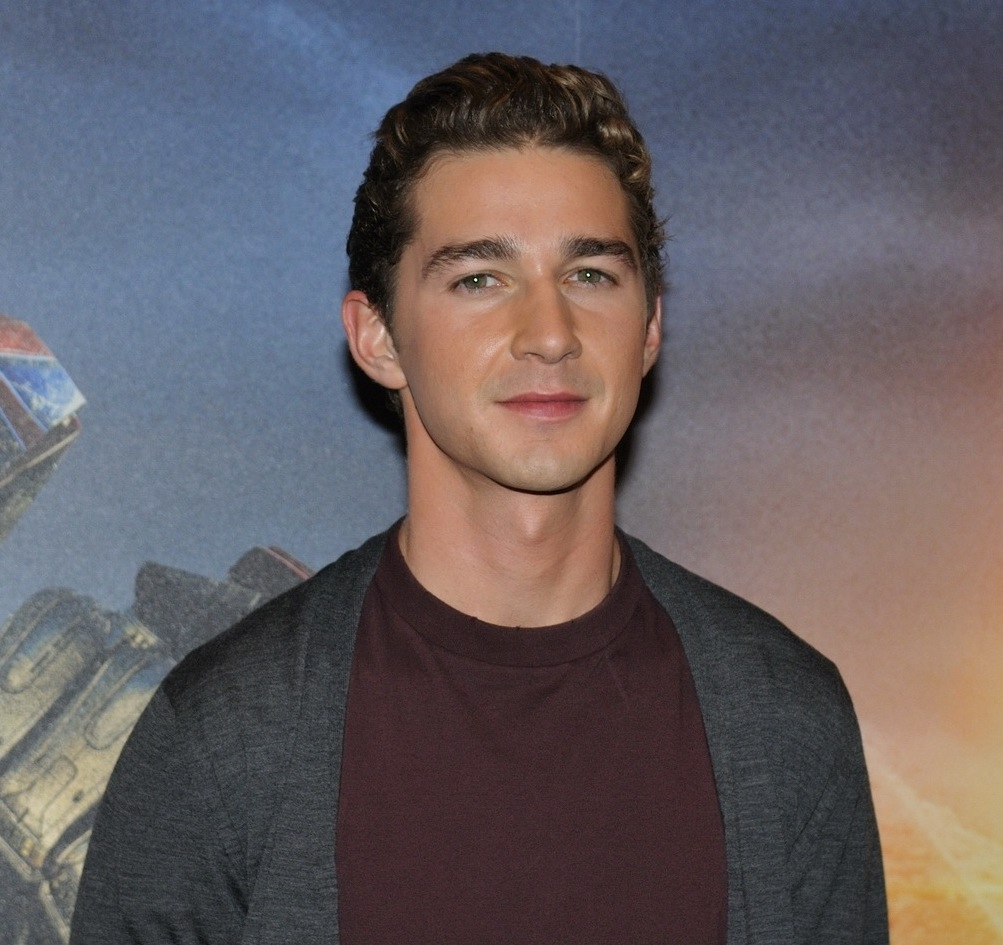
Shia LaBeouf, der Hauptdarsteller des Films

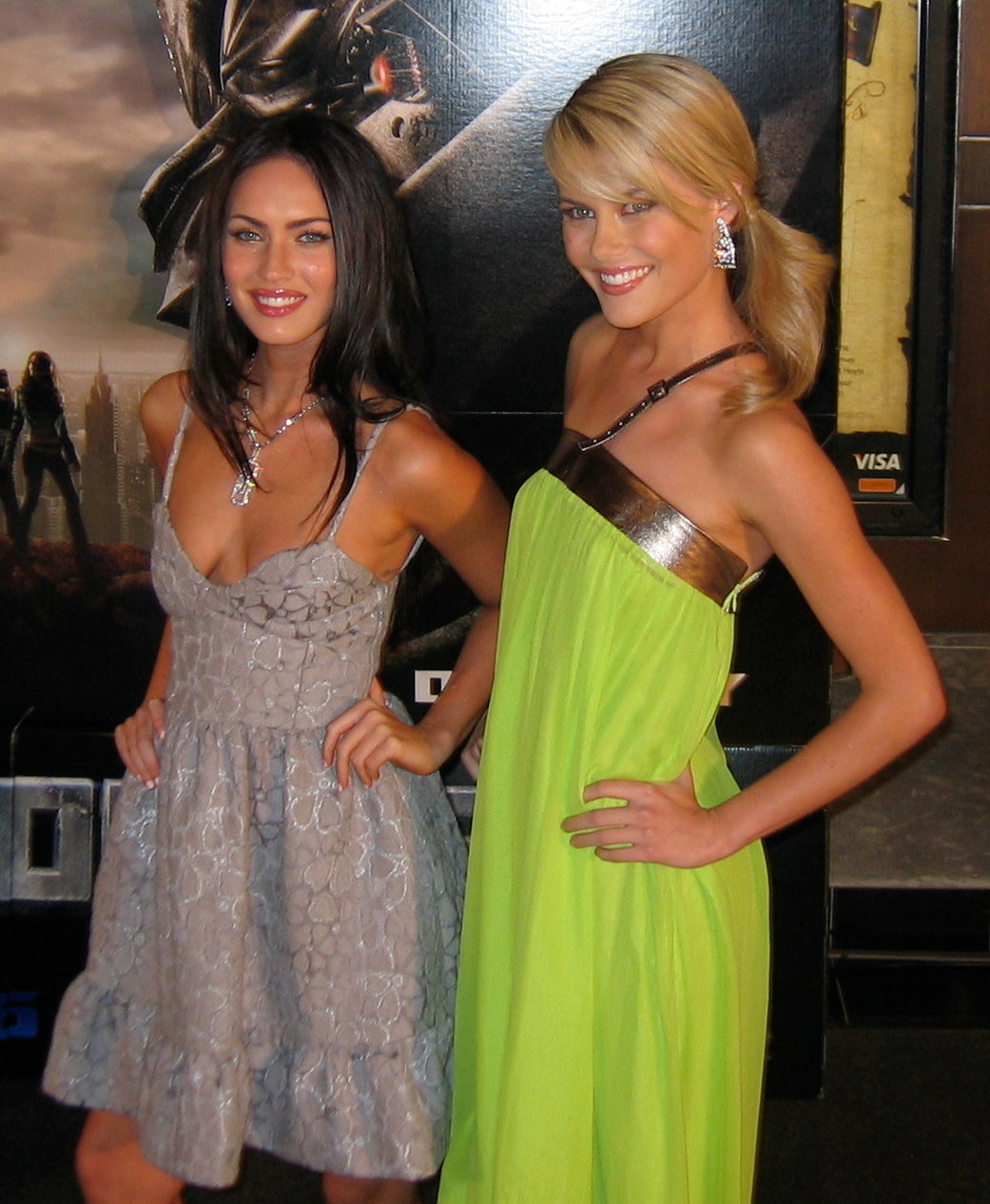
Die Darstellerinnen Megan Fox und Rachael Taylor bei der Filmpremiere in Sydney, Australien

Im Mittelpunkt der Handlung steht der 17-jährige Samuel James „Sam“ Witwicky (Shia LaBeouf), der von seinem Vater sein erstes Auto spendiert bekommt, ohne zu wissen, dass es sich dabei um einen außerirdischen Roboter handelt. Als Nachfahre von Captain Archibald Witwicky ist Sam in Besitz von dessen Brille, in die eine Karte zur Position des Allspark-Würfels eingraviert ist. Sam basiert auf der Figur des „Spike“ Witwicky, eines menschlichen Freundes der Autobots aus der Transformers-Zeichentrickserie aus den 1980er Jahren. Sams Eltern sind Ron Witwicky (Kevin Dunn) und Judy Witwicky (Julie White). Während Spikes Mutter in der ursprünglichen Transformers-Zeichentrickserie nie erwähnt wurde, war sein Vater dort nur unter dem Spitznamen „Sparkplug“ bekannt, der im Film jedoch ebenfalls keine Verwendung fand.
Mikaela Banes (Megan Fox) ist Sams Mitschülerin und wird von diesem angebetet. Im Laufe der Ereignisse des Films wird sie tatsächlich zu Sams Freundin. Als Vorbild für die Figur der Mikaela kann Carly, Spikes Freundin und spätere Ehefrau aus der ursprünglichen Transformers-Zeichentrickserie, angesehen werden, mit der sie auch die technischen Kenntnisse gemeinsam hat.
Captain William Lennox (Josh Duhamel) gehört den US Army Rangers an und leitet ein Team von Soldaten aus unterschiedlichen Abteilungen der US-Streitkräfte, die auf der fiktiven SOCCENT Forward Operations Base in Katar stationiert sind. Lennox’ Team stellt im Film die einzigen Überlebenden eines Angriffs des Decepticons Blackout auf die Basis dar. Lennox ist verheiratet und Vater einer neugeborenen Tochter. Seinem Kommando untersteht Technical Sergeant Robert Epps (Tyrese Gibson) von der US Air Force, dessen Aufgabe darin besteht, Luftangriffe vom Boden aus zu koordinieren.
John Keller (Jon Voight) ist der Verteidigungsminister der USA und dem zum Zeitpunkt der Entstehung des Films amtierenden US-Verteidigungsminister Donald Rumsfeld nachempfunden. Ihm untersteht die aus Australien stammende Computerexpertin Maggie Madsen (Rachael Taylor), die als erste ein Muster in einem Signal der Decepticons erkennt. Unter Missachtung der Sicherheitsbestimmungen des Verteidigungsministeriums zieht sie ihren Freund, den Hacker Glen Whitman (Anthony Anderson), zur Beratung hinzu, was die beiden in Schwierigkeiten mit Maggies Vorgesetzten bringt. Der Hintergrund Maggies und Glens wird in der Buchadaption Transformers: The Junior Novel näher erläutert, wobei Maggies Nachname hier sowie im Buch Transformers: The Movie Storybook – basierend auf einer frühen Drehbuchfassung – statt „Madsen“ mit „Marconi“ angegeben wird.
Agent Seymour Simmons (John Turturro) arbeitet für die fiktive Regierungsorganisation „Sector Seven“, die es sich zur Aufgabe gemacht hat, die Aktivitäten von Außerirdischen auf der Erde zu verfolgen, zu dokumentieren und vor der Öffentlichkeit geheim zu halten. Weitere Details zur Geschichte der Figur wurden in der Comic-Vorgeschichte von IDW Publishing enthüllt. Zur Zeit der Filmhandlung ist der Leiter von Sector Seven Tom Banachek (Michael O’Neill).

### Autobots

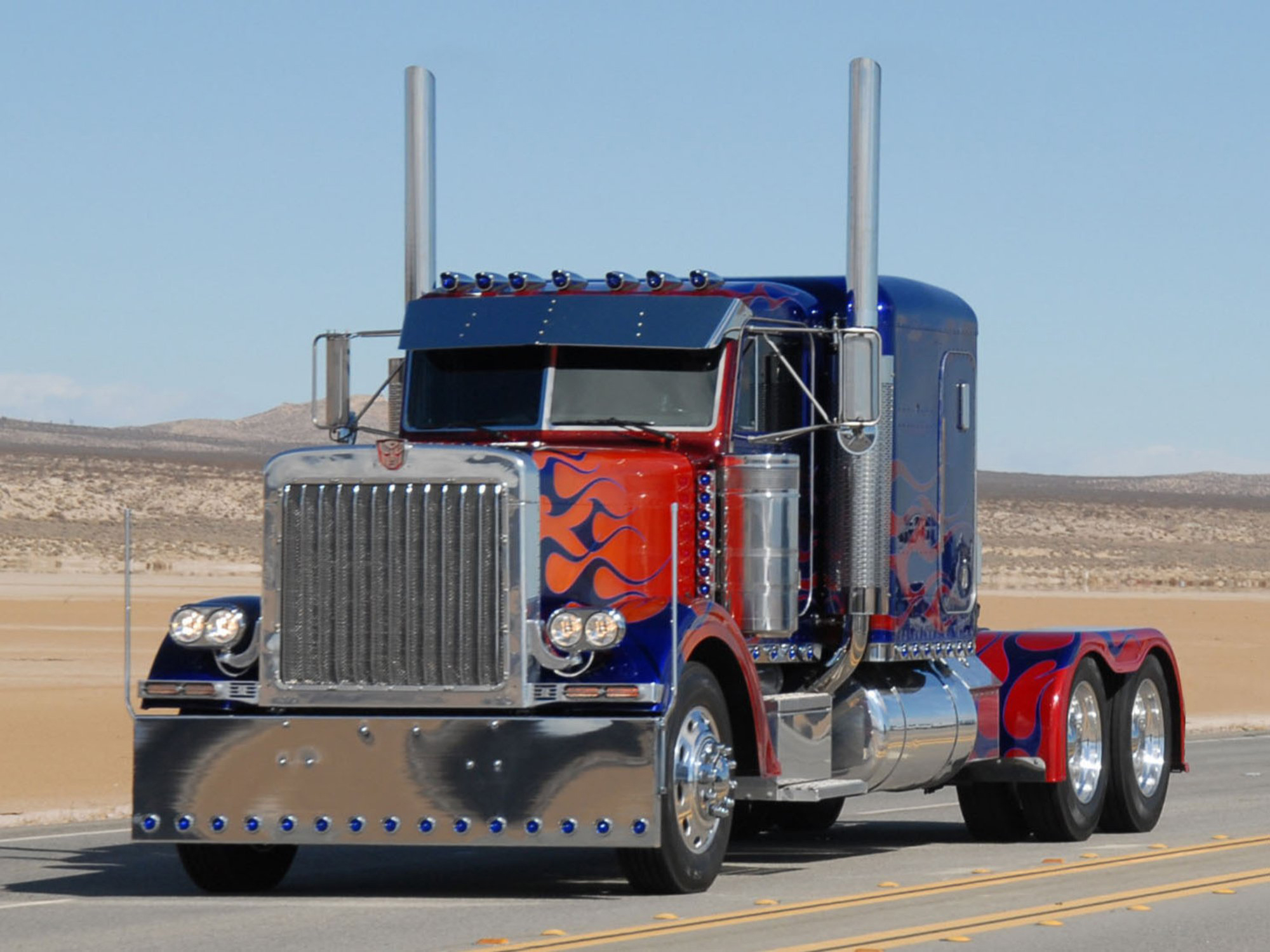
Optimus Prime als Peterbilt 379

Die Autonomen Roboter, kurz Autobots genannt, werden von dem eigenständigen Mech Optimus Prime angeführt, der die Freiheit als das Recht aller empfindenden Wesen betrachtet. Einst ein Frontlenker-Sattelzug mit Anhänger, erachtete Regisseur Michael Bay eine daraus resultierende Roboter-Form für den Film als zu klein und entschied sich stattdessen für einen Langhauber, den Peterbilt 379. In den Transformers-Serien Generation 2 (1995) und Armada (2002) war Optimus Primes Fahrzeugform bereits ein Langhauber gewesen. Auch auf einen Anhänger wird im Film verzichtet.

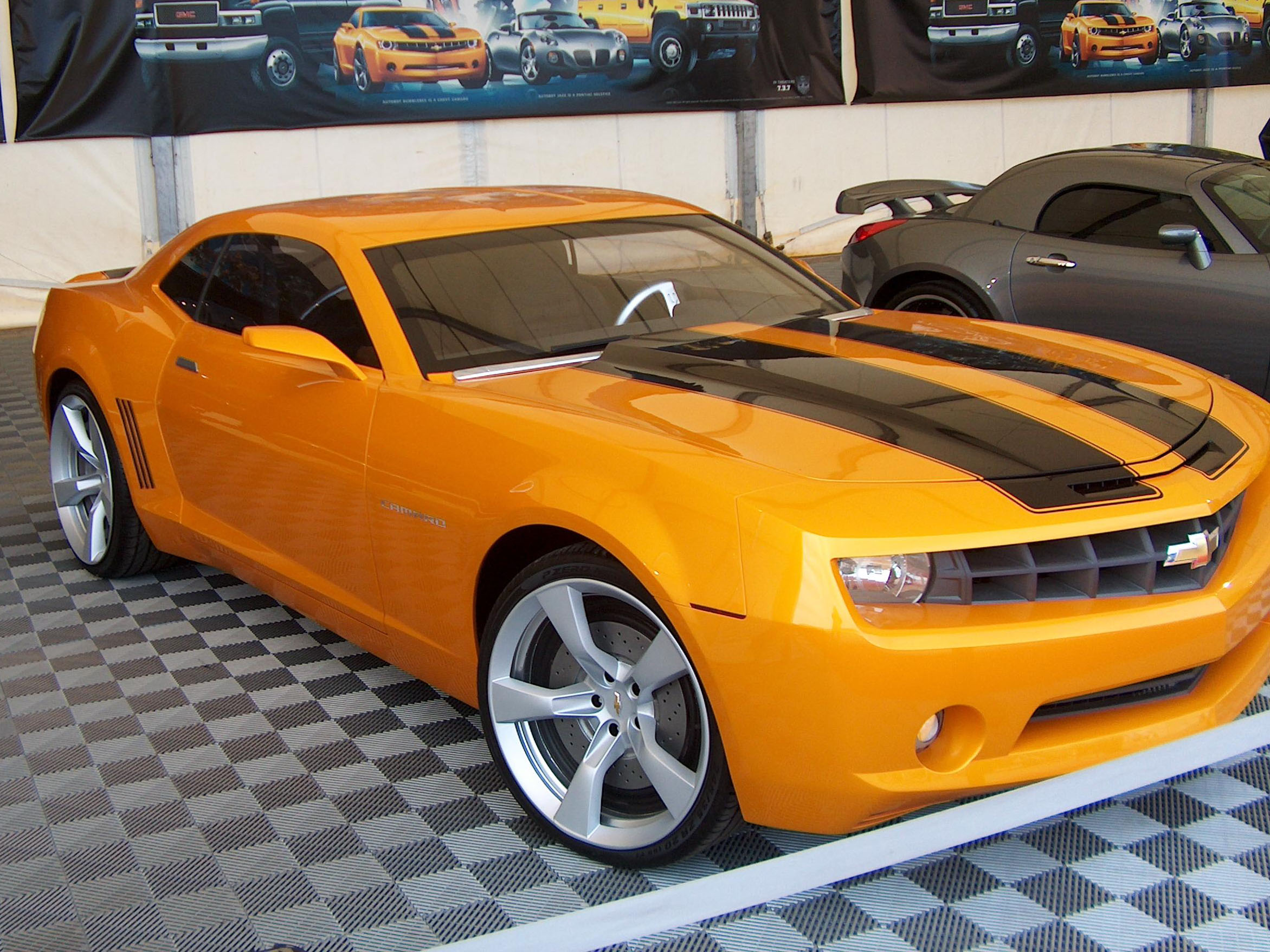
Bumblebee als 2009er Chevrolet Camaro

Bumblebee, ursprünglich als Vorhut der Autobots zur Erde geschickt, agiert während des Films als Sams Beschützer. Aufgrund einer Kampfverletzung kann er die meiste Zeit über nicht sprechen, sondern kommuniziert über sein Autoradio. Die Fahrzeugform der ursprünglichen Bumblebee-Figur aus dem Jahr 1984 basierte auf einem VW Käfer, doch da Michael Bay ungewollte Assoziationen mit Disneys Herbie vermeiden wollte, verwandelt er sich im Film stattdessen in einen Chevrolet Camaro – zunächst in ein 1976er-Modell, später dann in das brandneue 2009er-Modell. Im Film kommt allerdings ein VW Käfer vor, beim Gebrauchtwagenhändler Bolivia steht ein Exemplar dieses Typs neben Bumblebee. Bolivia will Sam den Käfer verkaufen, doch Bumblebee vereitelt dies.

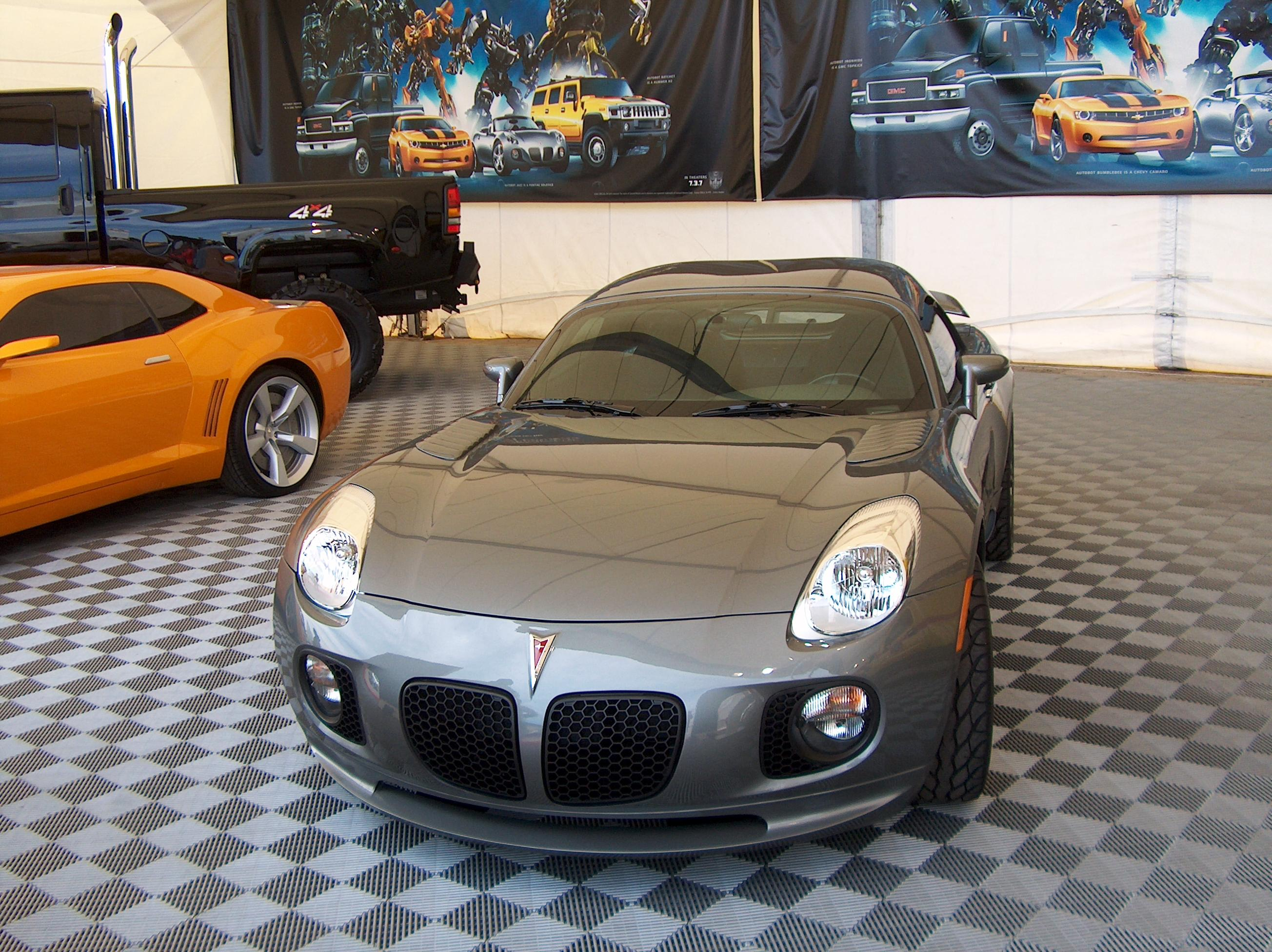
Jazz als Pontiac Solstice

Jazz, Optimus Primes Stellvertreter und zugleich ein großer Bewunderer der irdischen Kultur, verwandelt sich statt in einen Porsche 935 im Film vielmehr in einen Pontiac Solstice, womit er nunmehr der kleinste aller Autobots ist – aus diesem Grund war Michael Bay mit der von General Motors zur Verfügung gestellten Fahrzeugform für Jazz auch nicht wirklich glücklich.

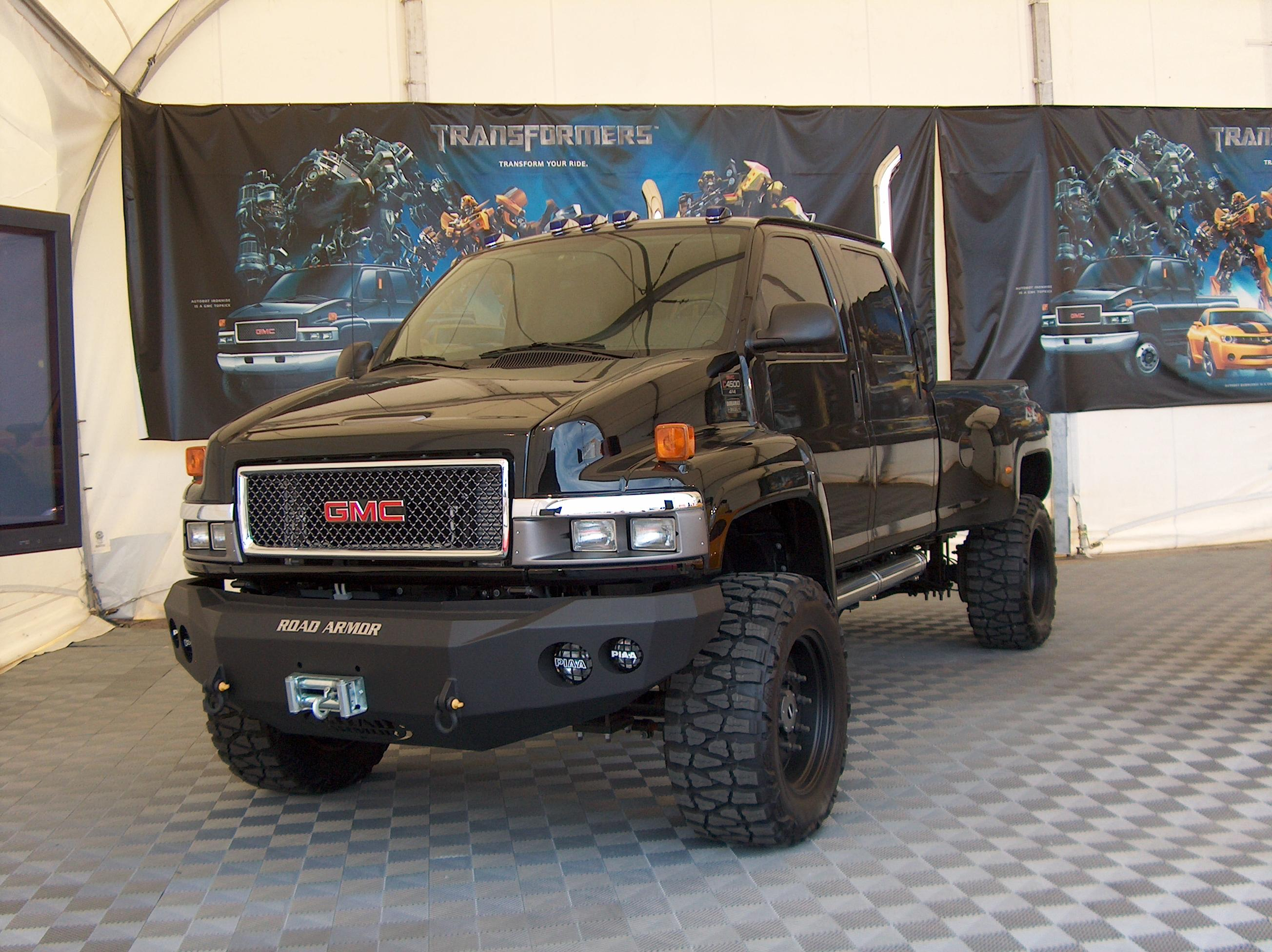
Ironhide als GMC Topkick

Ironhide ist Optimus Primes Waffenexperte. Statt in einen roten Minivan verwandelt er sich im Film in einen schwarzen GMC Topkick-Pickup.

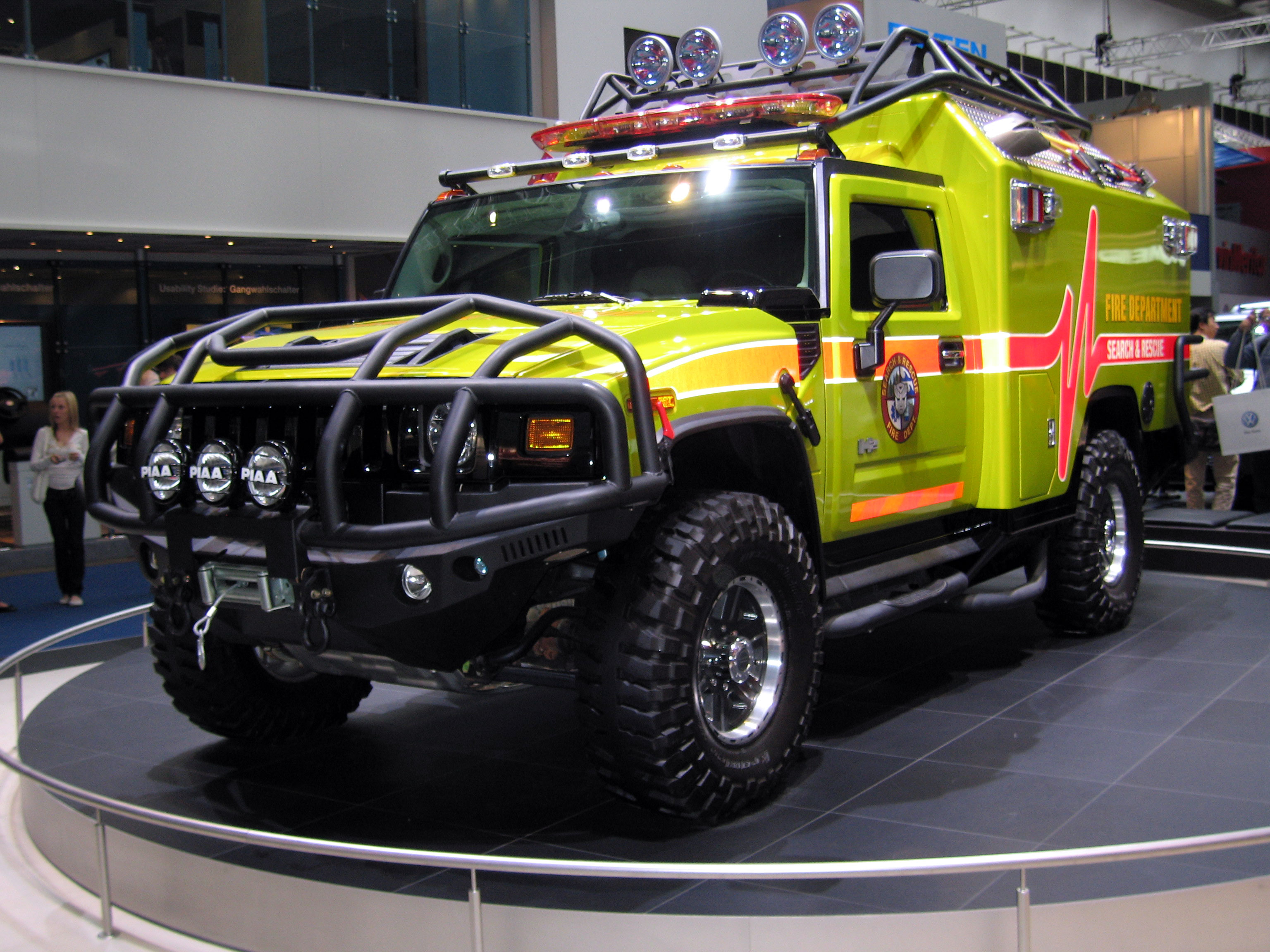
Ratchet auf der IAA 2007

Ratchet, der Chefarzt der Autobots, verwandelt sich statt in eine Krankenwagen-Version eines Minivans nunmehr in einen modifizierten Hummer-H2-Search-and-Rescue-Rettungswagen.

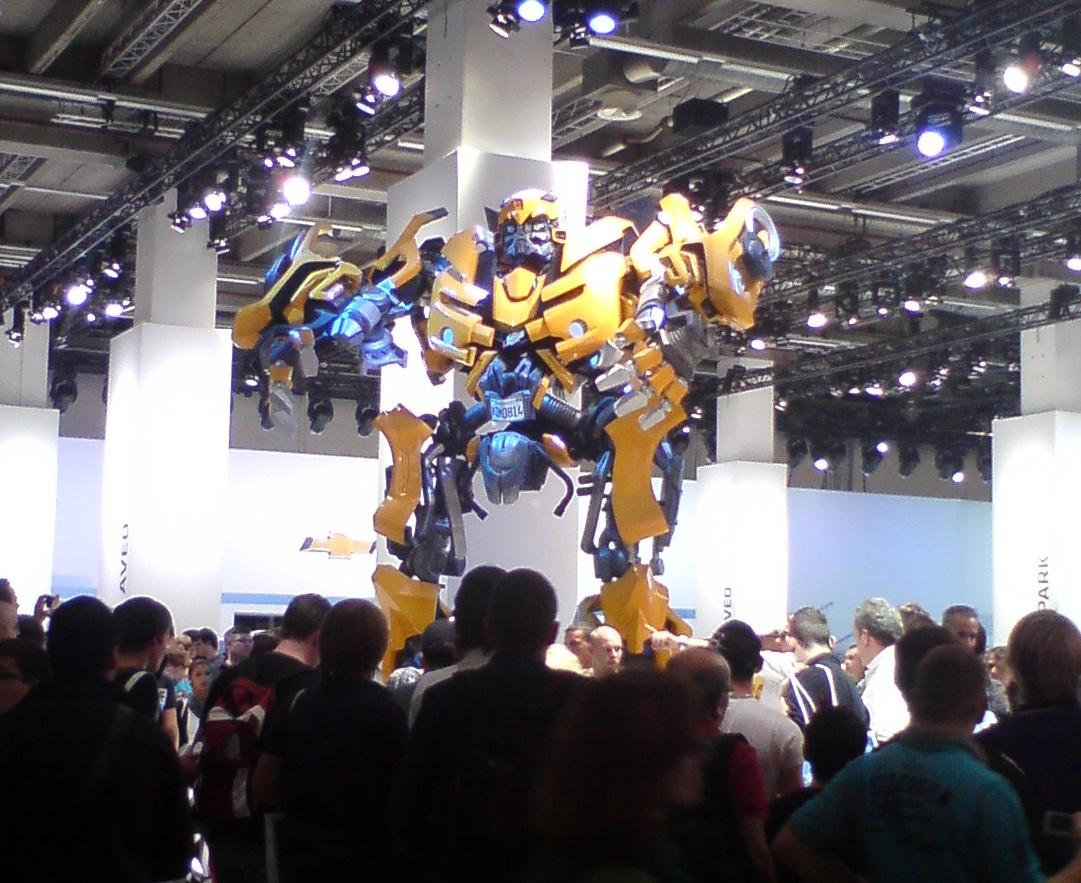
Lebensgroße Bumblebee-Attrappe, die für den Film verwendet wurde, auf der IAA 2011

Anstelle von Ironhide war ursprünglich ein „weiblicher“ Autobot namens Arcee vorgesehen, der/die sich in ein Motorrad verwandeln sollte, jedoch entschieden sich die Autoren letztendlich gegen diese Figur. Hasbro brachte dennoch eine Spielzeugfigur von Arcee heraus, die auf dem ungenutzten Filmdesign basiert. Arcee tritt mit einem veränderten Aussehen in der Fortsetzung Transformers – Die Rache auf.

### Decepticons
Megatron, der machthungrige Anführer der Decepticons, verbringt den größten Teil des Films in tiefgefrorenem Zustand, weshalb er auch als einziger Transformer über keine irdische Tarnform verfügt, sondern sich in eine Art außerirdischen Jet verwandelt. Der Original-Megatron von 1984 verwandelte sich in eine Walther-P38-Pistole, eine Form, die im Film nicht nur schwer zu erklären gewesen wäre, sondern aufgrund verschärfter amerikanischer Gesetze bezüglich realistischer Spielzeugwaffen auch Hasbro vor große Probleme gestellt hätte.
Megatrons Stellvertreter ist Starscream, der sich statt in einen F-15-Eagle-Kampfjet nunmehr in das aktuelle Modell, einen F-22 Raptor, verwandelt. Schon in der Transformers-Serie Energon (2003) war dies Starscreams Verwandlungsform gewesen, allerdings wurde die Roboterform für den Film komplett neu gestaltet. Traditionell als hinterlistiger Opportunist dargestellt, der gerne selbst Megatrons Platz einnehmen würde, wird das angespannte Verhältnis zwischen den beiden im Film nur kurz angedeutet.
Bonecrusher, ein Buffalo-MPCV-Truppentransportfahrzeug, verbindet außer dem Namen wenig mit dem Original-Bonecrusher, der sich in eine Planierraupe verwandelte.
Die übrigen Decepticons sind Barricade, ein Saleen S281 „Extreme“ Mustang-Polizeistreifenwagen; Devastator alias Brawl, ein stark modifizierter M1-Abrams-Panzer; Frenzy, ein GPX Portable CD/MP3/WMA/AM/FM-Ghettoblaster; Blackout, ein MH-53-Pave-Low-Transporthubschrauber; sowie Scorponok, damals wie heute ein mechanischer Skorpion, wobei die Filmversion eine symbiotische Verbindung mit Blackout besitzt und zugleich einen Teil des Antriebs von dessen Hubschrauber-Modus bildet. Hasbros Spielzeugfiguren verfügen zudem über einen Roboter-Modus, der jedoch im Film nie zum Einsatz kommt. Sämtliche Roboter-Namen wurden bereits früher von Transformers-Figuren verwendet, die jedoch in vielen Fällen außer den Namen wenig mit den Filmfiguren gemeinsam haben.
Einige der Decepticons änderten im Vorfeld außerdem ihre Identitäten: So basierte Frenzy ursprünglich auf einem Decepticon namens Soundwave, der sich einst in einen Kassettenrekorder verwandelte. Ferner gab Hasbro der Spielzeugversion des Panzers den Namen „Brawl“, während dieser im Film den Namen „Devastator“ trägt.
Regisseur Michael Bay hätte außerdem gerne noch einen weiteren Roboter im Film eingesetzt, der sich in einen Flugzeugträger verwandelt, gab diese Idee jedoch aus Kostengründen sehr schnell wieder auf.

## Hintergrund

### Entstehung

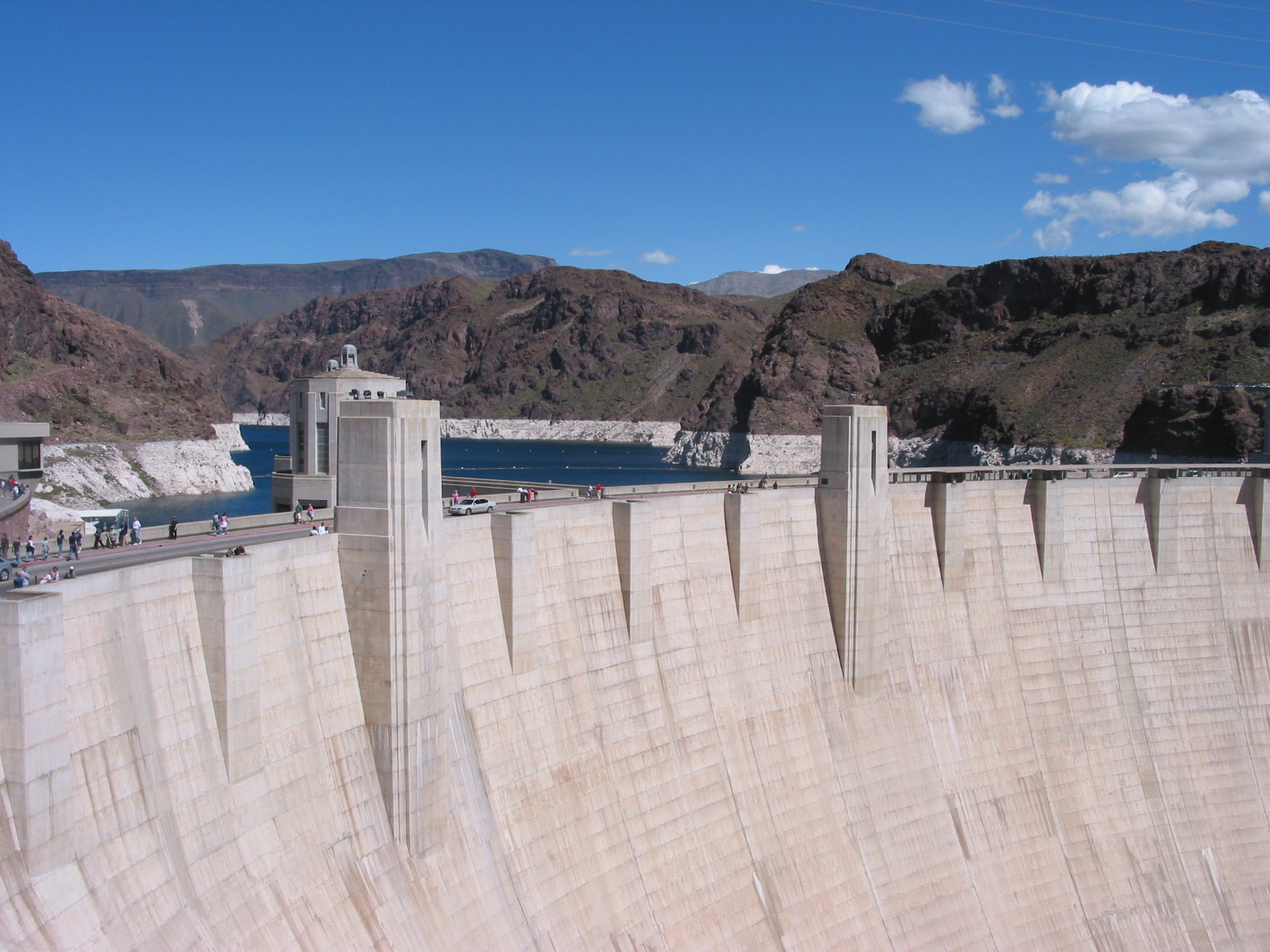
Der Hoover Dam, einer der Schauplätze des Films

Ursprünglich hatte der Produzent Don Murphy geplant, einen Film zu produzieren, der auf der Hasbro-Spielzeugserie G.I. Joe basiert, entschloss sich jedoch infolge des Beginns des Irakkriegs im März 2003, stattdessen einen Transformers-Film zu drehen. Die Transformers-Marke war für damalige Verhältnisse profitabel, so hatte Hasbro im Jahr 2000 etwa 30 Millionen US-Dollar mit Transformers-Spielzeugen verdient, und auch 2003 zählte Transformers zu den erfolgreichsten Eigenmarken Hasbros. Tom DeSanto schloss sich als zweiter Produzent dem Projekt an und verfasste ein Treatment, das für den fertigen Film letztendlich keine Rolle spielte.
Im Juni 2003 wurde der Film offiziell angekündigt. Steven Spielberg übernahm 2004 die Rolle des Executive Producers, während John Rogers im November desselben Jahres als Drehbuchautor bestätigt wurde. Im Februar 2005 wurde Rogers durch Alex Kurtzman und Roberto Orci ersetzt, die sein Drehbuch überarbeiteten. Spielberg versuchte Ende Juli 2005, Michael Bay davon zu überzeugen, den Regiestuhl zu übernehmen. Dieser hatte zunächst kein Interesse an einem „Spielzeugfilm“, änderte seine Meinung jedoch nach einem Besuch bei Hasbro. Allerdings entschloss sich Bay, den Film „realistisch“ und für Erwachsene zugänglich zu gestalten.
Im Mittelpunkt der Filmhandlung sollte die sogenannte „Matrix“ stehen, die ein fester Bestandteil des Transformers-Mythos ist. Da der Name jedoch schon für die Matrix-Trilogie verwendet wurde, benannte man den Würfel im Film in „Allspark“ um.
Aufgrund des großen Produktionsvorlaufs der Spielzeugfiguren drängte Hasbro Bay, möglichst frühzeitig eine Auswahl der im Film auftretenden Transformers-Figuren und ihrer Verwandlungsformen zu treffen sowie die dazugehörigen Roboterdesigns fertigzustellen, obwohl das Drehbuch zu jenem Zeitpunkt noch nicht vollständig war. Dies hatte zur Folge, dass im Film einige neu erfundene Figuren auftreten, die außer dem Namen wenig mit zuvor existierenden Transformers-Figuren verbindet.
Die Idee, dass Bumblebee im Film nicht sprechen kann und nur über sein Autoradio kommuniziert, wurde von Steven Spielbergs Film E.T. – Der Außerirdische inspiriert und soll verdeutlichen, dass die Freundschaft zwischen Bumblebee und Sam über bloße Worte hinausgeht.
Als erster Darsteller für den Film wurde im März 2006 Shia LaBeouf bestätigt.
Die Roboterformen der Transformers wurden größtenteils per Computeranimation erschaffen, zu drei Vierteln von ILM und zu einem Viertel von Digital Domain. Allerdings wurden auch von einigen Robotern Attrappen gebaut.
Gedreht wurde Transformers unter anderem in Boston, Los Angeles, New York City, auf dem Gelände der Universal Studios Hollywood, der Holloman Air Force Base, der White Sands Missile Range und am Hoover Dam. Für die Tarnformen der meisten Transformers, mit Ausnahme Megatrons, wurden echte Fahr- beziehungsweise Flugzeuge verwendet.
Optimus Prime wird im Film von dem Zeichentricksprecher Peter Cullen gesprochen, der diese Rolle bereits in der ursprünglichen Transformers-Zeichentrickserie innehatte. Dies sollte ein „Geschenk“ an die Fans darstellen. Ursprünglich wurde auch sein einstiger Transformers-Kollege Frank Welker erneut als Stimme von Megatron in Betracht gezogen, jedoch gab Bay am Ende Hugo Weaving den Vorzug.
Der Film enthält zahlreiche Anspielungen auf andere Filme und Fernsehserien wie Armageddon, E. T. – Der Außerirdische oder Star Trek sowie Film- und Comicfiguren wie Freddy Krueger oder Wolverine. Ferner gibt es auch zahlreiche Anspielungen auf und Zitate aus der ursprünglichen Transformers-Zeichentrickserie, der Spielzeug- und Comicserie sowie aus dem Zeichentrickfilm Transformers – Der Kampf um Cybertron aus dem Jahr 1986.
Des Weiteren enthält der Film eine Anspielung auf die Präastronautik. In der Szene, in welcher Megatron in Kyrostase gehalten wird, wird erläutert, dass durch das Studieren von Megatrons Technologie erst die modernen Technologien erfunden worden sind, wie zum Beispiel Mikrochips, Laser, Raumfahrt und das Automobil.
Der Regisseur Michael Bay hat einen kurzen Auftritt im Film als Passant, der von Megatron mit dem Kommentar „Disgusting!“ („Widerlich!“) gegen ein Taxi geschleudert wird.

### Sponsoren und Partner bei der Produktion

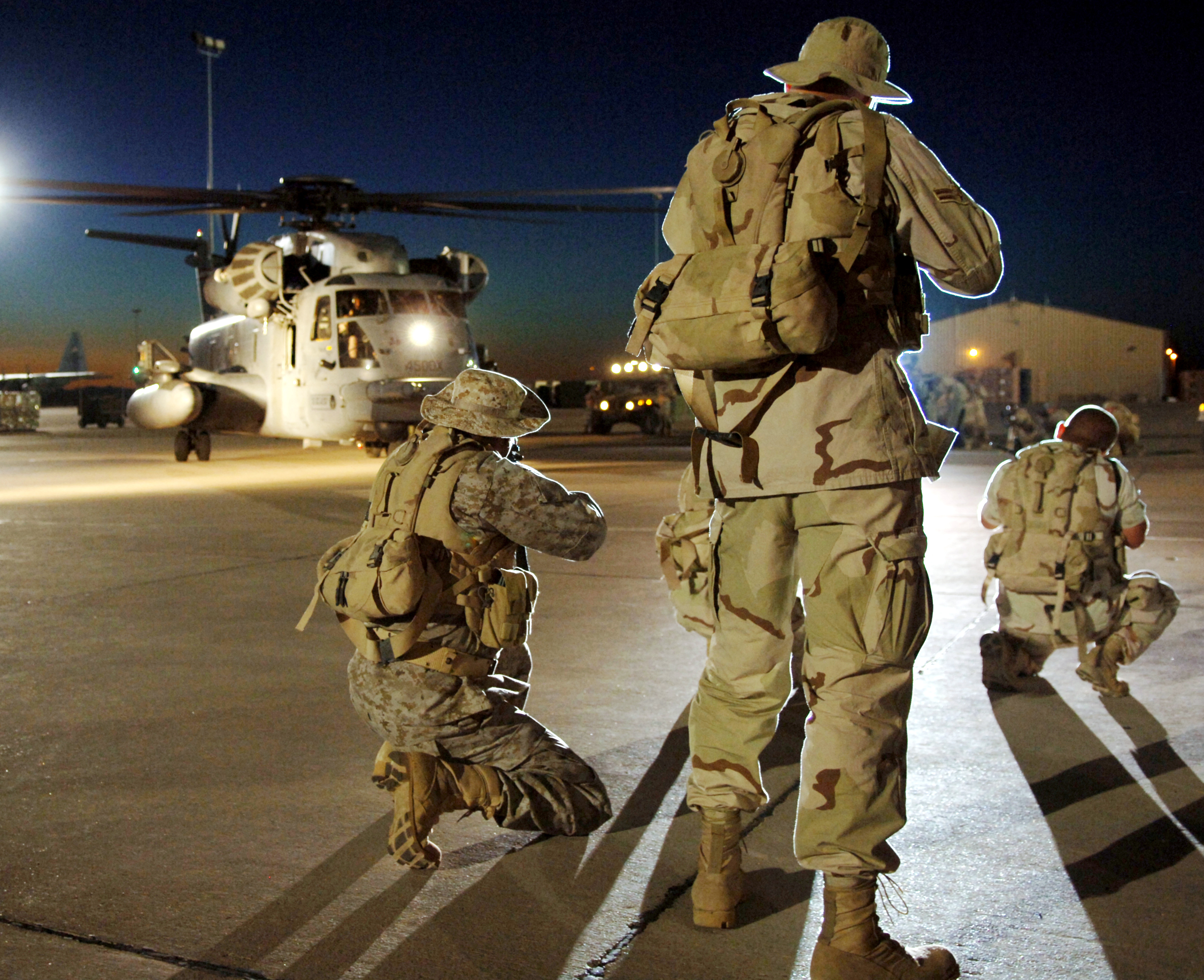
Blackout, getarnt als MH-53 Pave Low-Transporthubschrauber, landet auf dem SOCCENT-Stützpunkt in Katar; gedreht wurde die Szene zum Teil mit echten Soldaten auf der Holloman Air Force Base

Die Streitkräfte der USA unterstützten den Film und die gesamte Produktion nicht nur finanziell, sondern stellten den Filmemachern auch exklusiv mehrere Fahr- und Flugzeuge sowie einige Soldaten zur Verfügung, die mit den Darstellern trainierten. Auch ist Transformers der erste Film, in dem F22-Kampfflugzeuge zu sehen sind, die nicht am Computer erschaffen wurden. Im Gegenzug räumte Bay den Streitkräften ein Mitspracherecht bei der Endfassung des Films ein. Diese versprachen sich hiervon eine Besserung ihres leicht angeschlagenen Rufs in den USA sowie eine moderne, unbewusste Art, junge Menschen zu Rekrutierungszwecken anzuwerben.

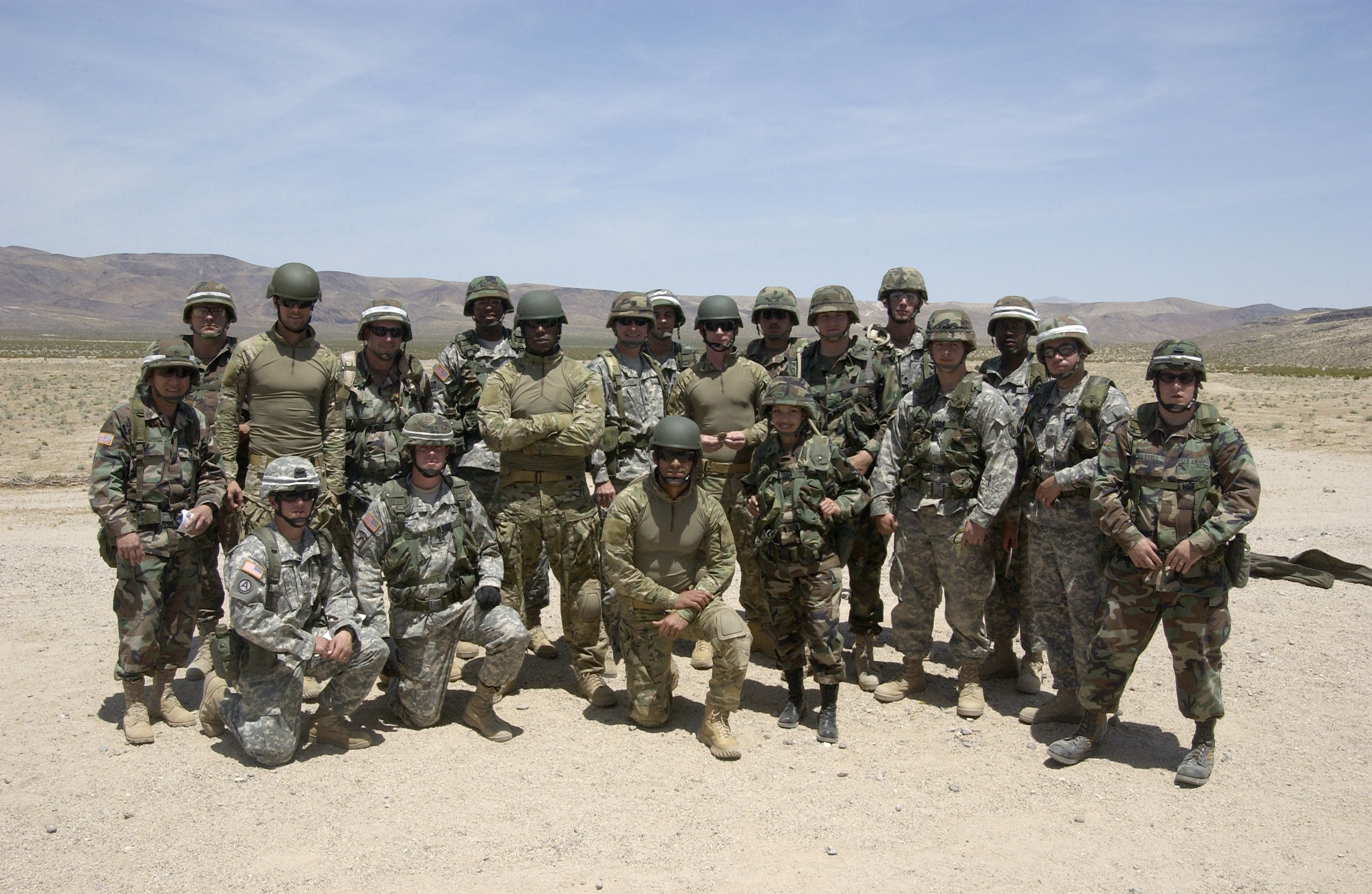
Die Soldaten-Darsteller Josh Duhamel, Tyrese Gibson, Amaury Nolasco und Zack Ward gemeinsam mit echten Soldaten bei der Übung im National Training Center in Fort Irwin

Darüber hinaus werden in Transformers sehr viele Produktplatzierungen eingesetzt. Die größte Rolle spielte der Spielzeughersteller Hasbro, der als Rechteinhaber an der Transformers-Marke nicht nur Lizenzgeber, sondern auch direkt an der Entwicklung des Films beteiligt war und ein Mitspracherecht bei der Darstellung der Transformers im Film und anderen Details hatte. Hasbro übte aufgrund des Produktionsvorlaufs der Spielzeuge Druck auf Michael Bay aus, damit dieser möglichst frühzeitig eine Auswahl der im Film auftretenden Transformers-Figuren traf sowie die dazugehörigen Figurendesigns fertigstellen ließ. Auf Grundlage der von Industrial Light & Magic entwickelten Roboterdesigns entwickelten Hasbro und das japanische Partnerunternehmen Takara (heute Takara Tomy) dann die Spielzeuge. Für viele der Spielzeuge musste Hasbro eine Lizenz der Fahrzeughersteller erwerben. Zwar war Hasbro nicht direkt an den Filmeinnahmen beteiligt, hatte dafür jedoch als Inhaber der Rechte an der Transformers-Marke den Vorteil, an den Spielzeugfiguren mehr zu verdienen als mit Fremdlizenzen wie Spider-Man oder Star Wars, obwohl Bay seinerseits einen 8-prozentigen Anteil an Hasbros Einnahmen der Spielzeugfiguren zu den Filmen erhält. Zudem war es Hasbro so möglich, über 240 Lizenzen an Drittunternehmen zu vergeben. Die Spielzeughändler unterschätzten anfangs die Nachfrage, was dazu führte, dass viele Figuren über Monate hinweg regelmäßig ausverkauft waren. In den USA war der Erfolg so groß, dass Hasbro bereits im Juli drei Millionen Transformers-Spielzeugfiguren verkauft hatte. Insgesamt verdiente Hasbro an den Spielzeugen zum Film 482 Millionen US-Dollar, was einem Anteil von etwa 13 % des gesamten Jahresumsatzes entsprach. Angaben zu den Verkäufen in Deutschland liegen dagegen nicht vor.
Auch die Fahrzeugformen der Autobots, die sich alle in Fahrzeuge von Tochterunternehmen des US-Fabrikanten General Motors verwandeln, stellen eine Form von Produktplatzierung dar. Michael Bay konnte so drei Millionen Dollar seines Budgets bei der Beschaffung von Fahrzeugen einsparen. Darüber hinaus wurden Marken wie Nokia, eine Microsoft Xbox 360, Burger King, Mountain Dew, Apple, Cisco sowie die Hasbro-Marken Mein kleines Pony und Furby an verschiedenen Stellen des Films werbewirksam platziert. Insgesamt konnten so 40 Millionen Dollar bei der Produktion eingespart werden. Auch das Internet-Auktionshaus eBay war als Partner am Film beteiligt und wird im Film mehrmals beim Namen genannt, doch nach Angaben des Produzenten Lorenzo di Bonaventura war dies von Anfang an im Drehbuch vorgesehen, und eBay zahlte den Produzenten kein Geld für die Markennennung, sondern fungierte lediglich als Werbepartner.

### Synchronisation

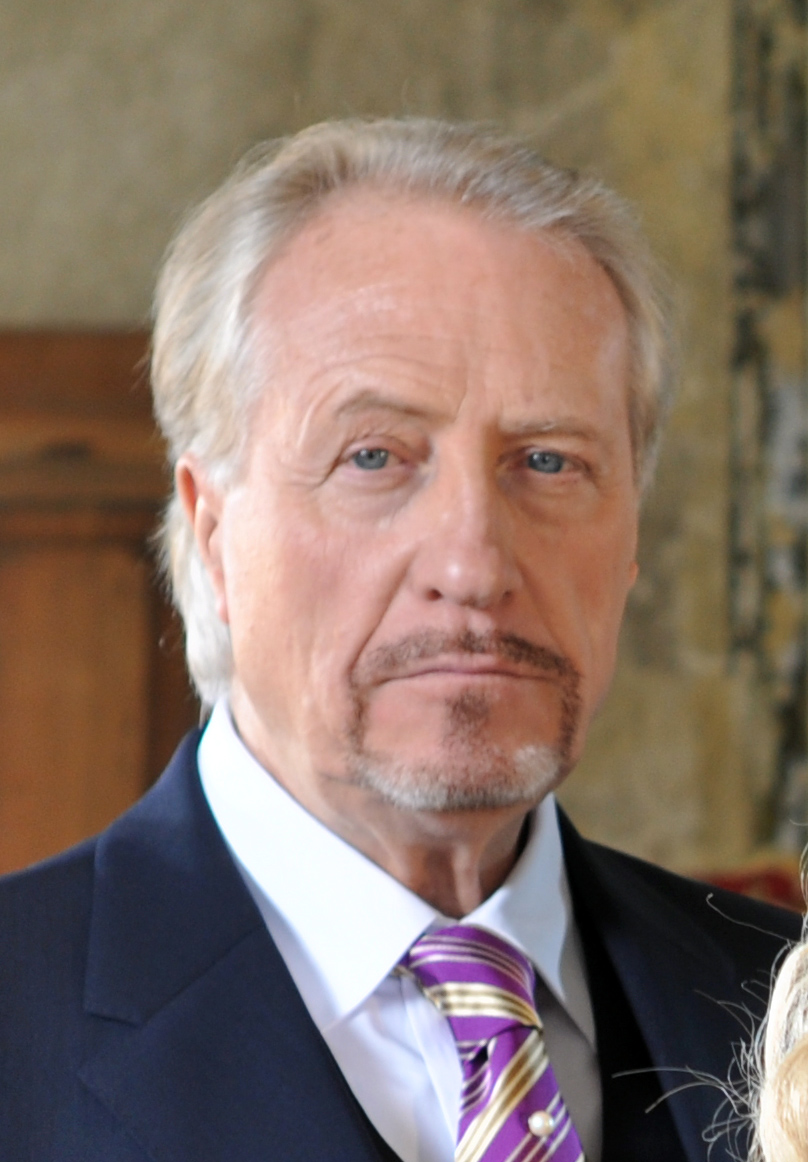
Reiner Schöne, die deutsche Synchronstimme von Optimus Prime

Die deutsche Synchronisation entstand nach einem Dialogbuch und der Dialogregie von Tobias Meister im Auftrag der Interopa Film GmbH in Berlin.

#### Menschen
| Rolle                             | Schauspieler       | Deutscher Synchronsprecher |
| --------------------------------- | ------------------ | -------------------------- |
| Sam Witwicky                      | Shia LaBeouf       | David Turba                |
| Mikaela Banes                     | Megan Fox          | Luise Helm                 |
| Captain William Lennox            | Josh Duhamel       | Dennis Schmidt-Foß         |
| Sergeant Robert Epps              | Tyrese Gibson      | Tobias Kluckert            |
| Maggie Madsen                     | Rachael Taylor     | Anja Stadlober             |
| Glen Whitman                      | Anthony Anderson   | Tobias Müller              |
| Agent Seymour Simmons             | John Turturro      | Stefan Fredrich            |
| Verteidigungsminister John Keller | Jon Voight         | Hans-Werner Bussinger      |
| Tom Banachek                      | Michael O’Neill    | K. Dieter Klebsch          |
| Colonel Sharp                     | Glenn Morshower    | Kaspar Eichel              |
| Ron Witwicky                      | Kevin Dunn         | Frank-Otto Schenk          |
| Judy Witwicky                     | Julie White        | Katharina Koschny          |
| Captain Archibald Witwicky        | W. Morgan Sheppard | Hasso Zorn                 |
| Jorge „Fig“ Figueroa              | Amaury Nolasco     | Sebastian C. Jacob         |
| First Sergeant Donnelly           | Zack Ward          | Gerrit Schmidt-Foß         |
| Bobby Bolivia                     | Bernie Mac         | Jan Odle                   |
| Trent DeMarco                     | Travis Van Winkle  | Robin Kahnmeyer            |

#### Transformer
| Rolle              | Originalsprecher | Deutscher Sprecher               |
| ------------------ | ---------------- | -------------------------------- |
| Optimus Prime      | Peter Cullen     | Reiner Schöne                    |
| Megatron           | Hugo Weaving     | Hans-Jürgen Wolf                 |
| Bumblebee          | Mark Ryan        | Viele, darunter auch Helmut Gauß |
| Ironhide/Barricade | Jess Harnell     | Oliver Siebeck                   |
| Ratchet            | Robert Foxworth  | Jan Spitzer                      |
| Bonecrusher        | Jimmie Wood      |                                  |
| Jazz               | Darius McCrary   | Torsten Michaelis                |
| Starscream         | Charlie Adler    | Axel Lutter                      |

## Promotion und andere Medien
Der Transformers-Film wurde auf vielfältige Weise beworben:
Hasbro veröffentlichte die gemeinsam mit dem japanischen Partnerunternehmen TakaraTomy (Tomy außerhalb Japans) entwickelte Spielzeugserie. Im Gegensatz zu früheren Transformers-Serien standen hier nicht die Spielfiguren an erster Stelle, sondern die Filmdesigns, die von Industrial Light & Magic entwickelt wurden. Neben Spielzeugen zu den Film-Robotern in verschiedenen Größen und Ausführungen umfasste die Reihe auch Figuren, die nicht im Film auftraten. Hasbros Produktpalette reichte von „klassischen“ verwandelbaren Figuren über aufwändig gestaltete Figuren für ältere Sammler bis hin zu Rollenspiel-Zubehör und vergleichsweise einfach gestalteten Spielzeugen, die auf eine jüngere Zielgruppe abzielten. Die Mindestaltersempfehlung lag in einigen Fällen bei gerade mal drei Jahren. Aufgrund des großen finanziellen Erfolgs in den USA wurde die Spielzeugserie bis weit ins Jahr 2008 hinein fortgesetzt. Viele der Figuren waren auch in Deutschland erhältlich.
Der amerikanische Comicverlag IDW Publishing veröffentlichte mehrere Comic-Miniserien zum Kinofilm, darunter eine Vorgeschichte zur Filmhandlung, eine Comicadaption des Films selbst und eine Fortsetzung mit dem Titel The Reign of Starscream. Alle diese Miniserien erschienen auch als Sammelbände. Weitere Comics zum Film erscheinen in Großbritannien in Form des monatlichen Transformers-Magazins bei Titan Magazines. In Deutschland erschienen nur die ersten 17 Seiten des ersten Heftes der Comic-Vorgeschichte zum Film im Rahmen des Offiziellen Magazins zum Film im Verlag Comma Publishing.
Der Verlag Del Rey Books, ein Imprint des zu Random House gehörenden Verlags Ballantine Books, veröffentlichte zwei von Alan Dean Foster verfasste Bücher, eine Vorgeschichte zum Film mit dem Titel Transformers: Ghosts of Yesterday sowie die Romanadaption des Films. Zwei weitere Bücher für jüngere Leser, Transformers: The Junior Novel sowie Transformers: The Movie Storybook, erschienen bei HarperEntertainment, einem Imprint des Verlags HarperCollins. Dorling Kindersley wiederum veröffentlichte das Buch Transformers: The Movie Guide.
Passend zum Film erschien auch ein von Activision entwickeltes Videospiel mit dem Titel Transformers: The Game, das für die Nintendo Wii, die PlayStation 2, die PlayStation 3, die Xbox 360 und PCs mit DVD-ROM-Laufwerken erhältlich war und auch in Deutschland in den Handel kam. Eine Variante des Spiels erschien für die PlayStation Portable, zudem erschienen für den Nintendo DS zwei weitere Spiele mit den Titeln Transformers: Autobots und Transformers: Decepticons, entwickelt von Vicarious Visions.
Schließlich gab es noch zahlreiche Online-Spiele, die häufig im Rahmen von Promo-Aktionen mit Partnern wie Pepsi, der Einzelhandelskette Target oder General Motors angeboten wurden. Zudem gab es im Vorfeld des Films ein Alternate Reality Game mit dem Namen Sector Seven.
Der ursprüngliche Soundtrack zum Film, Transformers: The Album, ist ein Sampler mit Stücken von Bands wie Linkin Park, den Goo Goo Dolls, den Smashing Pumpkins uvm., die im Film enthalten sind oder dazu passen. Die eigentliche Filmmusik mit den von Steve Jablonsky komponierten orchestralen Stücken, Transformers: The Score, erschien dagegen erst im Oktober 2007.

## Rezeption

### Finanzieller Erfolg
Weltpremiere feierte Transformers am 28. Juni 2007 in Australien, später am selben Tag gefolgt von anderen Ländern wie Neuseeland, Singapur und den Philippinen. Am 3. Juli lief der Film dann mit 4011 Kopien auch in den USA an. Bereits an seinem ersten Spieltag spielte der Film 28 Mio. US-Dollar ein und erzielte damit das größte Dienstagsergebnis überhaupt. Nach Die Simpsons – Der Film ist dies der zweiterfolgreichste Starttag eines Films, der keine Fortsetzung darstellt. Transformers spielte am Starttag in China 3 Millionen US-Dollar ein und ist damit erfolgreichster ausländischer Film. Dies schaffte er auch in Südkorea. Im Oktober 2007 belegte Transformers in China mit umgerechnet 37,3 Millionen Dollar an den Kinokassen Platz 2 der erfolgreichsten ausländischen Filme. Insgesamt beträgt das Einspielergebnis in den USA 319,2 Millionen US-Dollar und weltweit 709,7 Millionen US-Dollar. Damit ist Transformers einer von 45 Filmen, die weltweit über 700 Millionen Dollar eingespielt haben.
Der Filmstart in Deutschland wurde von UIP kurzfristig vom 4. Juli auf den 1. August 2007 verschoben. Somit sind Deutschland, Österreich und Japan die letzten Länder, in denen der Film gestartet ist. In Deutschland wurde daher auch auf eine Premierenfeier verzichtet. Dies hatte zur Folge, dass der Deutschlandstart von Hasbros Spielzeugreihe zum Film sowie eine Promo-Aktion bei Burger King weit vor dem Start des Films im Kino erfolgten und der erhoffte gegenseitige Werbeeffekt so nicht die gewünschte Wirkung entfalten konnte. In Deutschland sahen den Film während der zehn Wochen Laufzeit insgesamt 1.511.643 Besucher im Kino, womit er Platz 17 der erfolgreichsten Kinofilme des Jahres 2007 in Deutschland einnimmt, das Einspielergebnis in Deutschland beträgt insgesamt 10,3 Millionen Euro.
Der Verkaufsstart der DVD- und HD-DVD-Fassungen in den USA begann ebenfalls sehr erfolgreich, so verkaufte sich die DVD-Fassung alleine am ersten Tag mehr als 4,5 Millionen Mal und in der ersten Woche mehr als 8,3 Millionen Mal, wobei letzteres einen neuen Verkaufsrekord darstellt; die HD DVD verkaufte sich am ersten Tag mehr als 100.000 Mal und in der ersten Woche mehr als 190.000 Mal. In den USA stellt Transformers mit 13,7 Millionen verkauften Exemplaren die erfolgreichste DVD-Veröffentlichung des Jahres 2007 dar.

### Kritiken
Die Medienresonanz war gemischt. So bezeichnete Katja Nicodemus für Die Zeit den Film als „Triumph der Hirnlosigkeit“, und laut Andreas Resch von der taz sind die Dialoge von „so herzzerreißender Dämlichkeit, dass sogar Bays bisheriger Karrieretiefpunkt Armageddon im Nachhinein beinahe wie ein Shakespearedrama anmutet.“ Sebastian Handke vom Tagesspiegel kritisierte unter anderem die „verherrlichende Feier des US-Militärs“ und die „schamlos[e] Schleichwerbung“ und kam zu dem abschließenden Urteil: „Es ist ein unförmiger und entsetzlich dummer Film.“ Hanns-Georg Rodek von der Welt bemängelte, „dass mit jedem zusätzlichen Gigabyte [Hollywoods] Fähigkeit schrumpft, eine Geschichte anständig zu erzählen“, bezeichnete es ferner als „eklatantes Versagen der Regie“, dass man die einzelnen Transformers in den „endlosen Action-Szenen […] kaum auseinanderhalten“ könne, und konstatierte Bay insgesamt ein „offensichtliche[s] Desinteresse an Menschen“ sowie eine „Anbetung von Maschinen“.
Positiver fiel das Urteil von David Kleingers für Spiegel Online aus: „So laut, so bunt und so schön plemplem ist dieses visuell beeindruckende Verschrottungsszenario, das der überwältigte Zuschauer über weite Strecken dem Charme der Gigantomanie erliegt.“ Bert Rebhandl von der Berliner Zeitung attestierte dem Film gar eine „plausible Geschichte“, bezeichnete die „Vermenschlichung der technischen Ungetüme“ als „problemlos“ und sah den „Genusswert“ bzw. „Eskapismus“ des Films darin, „dass hier in ganz großem Stil in der dichten Architektur einer Metropole wie Los Angeles gewütet wird, ohne dass auch nur eine Sekunde lang der Gedanke an eine Allegorie auf terroristische Bedrohungen auftaucht.“ Gelobt wurden auch die Spezialeffekte, so bezeichnete Jürgen Armbruster von Filmstarts.de beispielsweise die Actionszenen als „die vielleicht am besten inszenierte Materialschlacht aller Zeiten.“ Lukas Foerster von critic.de zog als Fazit, dass Transformers, unvoreingenommen betrachtet, „einer der unterhaltsamsten amerikanischen Filme der letzten Zeit“ sei. Auch die Verwandlungen der Transformers selbst fanden viel Lob, Michael Althen von der Frankfurter Allgemeinen Zeitung sprach in dem Zusammenhang beispielsweise von der „Kunst, Schwermetall am Computer zu falten“, auch wenn der Rest „kaum intelligenter als das, was sich ein Zwölfjähriger im Kinderzimmer ausdenkt“ und Transformers insgesamt ein „ganz normaler doofer Michael-Bay-Film“ sei.
Das Urteil von Matthias Schmidt für den Stern fiel ähnlich gemischt aus: Zwar wurden die „krude Handlung“ und das „Übermaß an Action, schale Loblieder aufs Soldatentum und Dialoge so zähflüssig wie Motoröl“ kritisiert, dennoch zeigte man sich beeindruckt von der „Materialschlacht ohnegleichen“, und auch Hauptdarsteller Shia LaBeouf wurde eine „passable Figur“ attestiert.

### Kontroversen
In den USA bemängelte die Federal Trade Commission infolge eines Antrags einer Lobbyistengruppe, die sich gegen an Kinder gerichtete Werbung ausspricht, die Tatsache, dass Transformers trotz der Altersfreigabe „PG-13“ im Kinderprogramm im Fernsehen beworben wurde. Im selben Zug wurde auch Hasbro für die Spielzeuge zum Film kritisiert, da viele davon eine deutlich geringere Mindestaltersempfehlung hatten.
Bumblebees Duftspender, der die Aufschrift „Bee-Otch“, ein Wortspiel mit seinem Namen, trägt, war derweil später Anlass für eine Klage, da der bereits vor dem Film existierende Duftspender ohne Genehmigung verwendet wurde, unter anderem auch zu Promotionszwecken im Vorfeld des Films.

### Auszeichnungen
Von der Filmbewertungsstelle erhielt der Film das Prädikat: wertvoll mit der Begründung, „dass Michael Bay mit diesem Film die Messlatte für weitere CGI-Blockbuster wieder ein gutes Stück höher gelegt“ habe.
Bei den MTV Movie Awards wurde Transformers in zwei Jahren in Folge ausgezeichnet, am 3. Juni 2007 in der Kategorie „Best Summer Movie You Haven’t Seen Yet“ und am 1. Juni 2008 in der Kategorie „Bester Film“. Darüber hinaus war der Film in neun Kategorien für den Teen Choice Award nominiert, Hauptdarsteller Shia LaBeouf außerdem gleich dreimal. Gewonnen wurde die Trophäe bei der Verleihung am 26. August 2007 jedoch nur einmal: LaBeouf erhielt ihn als „Bester männlicher Newcomer“ für die Filme A Guide to Recognizing Your Saints, Disturbia – Auch Killer haben Nachbarn und Transformers zusammen. Am 22. Oktober wurde der Visual Effects Supervisor Scott Farrar in der Kategorie „Visual Effects of the Year“ mit einem Hollywood Award ausgezeichnet, zudem gewann Transformers im selben Monat gleich vier Scream Awards: Neben den Kategorien „Bester Science-Fiction-Film“ und „Beste Spezialeffekte“ für den Film selbst wurden Hauptdarsteller Shia LaBeouf und Megan Fox jeweils zum „Science-Fiction-Star“ beziehungsweise zur „Science-Fiction-Sirene“ gewählt. Außerdem wurde der Film in den Kategorien „Bester Ton“, „Bester Tonschnitt“ und „Beste visuelle Effekte“ für einen Oscar nominiert, konnte jedoch keinen davon für sich entscheiden.

## Zweitauswertungen und andere Fassungen

### Transformers: The IMAX Experience
Im September 2007 wurde Transformers in mehreren ausgewählten IMAX-Kinos in den USA gezeigt, später auch in IMAX-Kinos in Großbritannien, Kanada, Australien und den Niederlanden. Enthalten waren sechs neue Szenen, bei denen es sich größtenteils um längere Fassungen bereits bekannter Szenen handelte. In keiner der neuen Szenen kommen zusätzliche CGI-Effekte zum Einsatz.

### Veröffentlichung auf DVD und Blu-ray Disc
Am 16. Oktober 2007 erschien Transformers in den USA auf DVD und HD DVD, allerdings zunächst nicht auf Blu-ray Disc. Verschiedene Läden boten zusammen mit der DVD exklusive Bonusdreingaben an, darunter Poster, eine verwandelbare DVD-Hülle, Spielzeugfiguren und sogar eine Bonus-DVD oder einen Comic.
In Deutschland erschien der Film am 10. Dezember 2007 ebenfalls sowohl auf DVD als auch auf HD DVD, wobei es von der DVD-Fassung wiederum ebenfalls mehrere Versionen mit Bonus-DVDs, verschiedenen DVD-Hüllen usw. gab.
Am 2. September 2008 erschien der Film in den USA neben weiteren Sonderausführungen auf DVD nunmehr auch auf Blu-ray Disc. Am 24. Oktober 2008 wurde diese Version auch in Deutschland veröffentlicht.

## Auswirkungen

### Fortsetzungen
2009 wurde Transformers mit dem Film Transformers – Die Rache fortgesetzt. Regie führte erneut Michael Bay, ein Großteil der Darsteller des ersten Teils war ebenfalls wieder mit von der Partie.
2011 folgte der dritte Teil, Transformers 3, der mit stereoskopischen 3D-Kameras gedreht wurde. Regie führte abermals Michael Bay. Megan Fox tritt im dritten Teil nicht mehr als Mikaela auf, Sams Freundin ist nunmehr Carly Spencer, gespielt von Rosie Huntington-Whiteley.
2014 startete der vierte Teil, Transformers: Ära des Untergangs, in welchem Sam nicht mehr zu sehen ist. Aus den vorherigen Teilen spielen fast alle Darsteller nicht mehr mit. Der Film lief am 17. Juli 2014 in den deutschen Kinos an.
Am 22. Juni 2017 ist Transformers: The Last Knight und am 20. Dezember 2018 das Prequel Bumblebee erschienen.
2023 erschien eine Fortsetzung von Bumblebee mit dem Titel Transformers: Aufstieg der Bestien.

### Transformers als Inspiration
Bereits 2007 veröffentlichte die Produktionsfirma The Asylum, bekannt für Mockbuster-Filme, die sich nicht nur dem Titel nach deutlich an Produktionen großer Studios anlehnen, einen Direct-to-Video-Low-Budget-Film mit dem Titel Transmorphers, gedreht mit einem Budget von gerade mal 300.000 US-Dollar. Ein Prequel mit dem Titel Transmorphers: Fall of Man folgte 2009. In Deutschland erschien letzterer Film erst 2011 unter dem Titel Transmorphers 3 – Der dunkle Mond, womit auf den Originaltitel von Transformers 3 (Transformers: Dark of the Moon) Bezug genommen wurde.
Inspiriert durch den Erfolg des Transformers-Films, strahlte der US-Sender NBC im Februar 2008 einen als Fortsetzung bzw. Neuauflage der Fernsehserie Knight Rider angelegten Fernsehfilm aus, aus dem schließlich eine kurzlebige neue Serie hervorging.
Sowohl die Effekte als auch die Marketing-Kampagne von Transformers dienten als Vorbild für die Comicverfilmung Iron Man aus dem Jahr 2008.
In Kanada gibt es seit 2019 25$-Sammlermünzen mit Motiven aus den Filmen.